# Symposium (Plato)
Het Symposium (Oudgrieks: Συμπόσιον) of drinkgelag, feestmaal, is een dialoog geschreven door de Griekse filosoof Plato, daterend van na 385 v.Chr. De tekst behandelt enerzijds de oorsprong, de aard en het doel van de liefde (eros), en heeft anderzijds als belangrijkste thema het menselijk kenvermogen. 
Het thema van de liefde wordt in een aantal toespraken gepresenteerd, die door de aanwezige mannen op het feest ten huize van de tragedieschrijver Agathon worden gegeven. Plato construeerde deze dialoog als een soort raamvertelling, een verhaal binnen een verhaal, en deze achtergrond verleent hem de mogelijkheid om zijn filosofische denkbeelden over de kennis uiteen te zetten. De toespraak van Socrates culmineert in het inzicht dat het hoogste doel van de liefde de liefde voor wijsheid is, filosoof worden.

## Setting en personages
Plato bouwde met grote zorg een realistische setting op, zodat deze dialoog zich binnen een historisch geloofwaardige context afspeelt. Vandaar dat historici deze dialoog ook zien als middel om de toenmalige sociale geschiedenis van Athene te exploreren, en ook om zich op basis van de tekst een voorstelling te kunnen maken van de seksuele opvattingen van die periode. Toch moet er rekening gehouden worden met het feit dat de historische bijeenkomt bij Agathon plaats heeft gevonden in februari 416 v.Chr en dat Plato deze dialoog vermoedelijk pas schreef tussen 385-378 v.Chr.  
De deelnemende personages zijn:
- Phaedrus (vanaf 178a): deze figuur kennen we al van de Phaedrus en andere dialogen. Zijn benadering van de liefde is hoofdzakelijk literair geïnspireerd.
- Aristodemus - vertelt de gebeurtenissen in de raamvertelling op eerste niveau.
- Apollodorus - het eerste personage dat we ontmoeten in de dialoog. Hij hoorde het verhaal over het symposium van Aristodemus en vertelt het verder aan een niet bij naam genoemde metgezel. Hij vertelt dus narratologisch op tweede niveau binnen de raamvertelling-constructie
- Pausanias (vanaf 180c): expert in wettelijke zaken en levensgezel van Agathon.
- Eryximachus (vanaf 186a): een typische geneesheer, wordt zelfverzekerd en pompeus voorgesteld.
- Aristophanes (vanaf 189c): de befaamde komedieschrijver. Over zijn rol bestaat nogal wat onenigheid; sommige onderzoekers zien hem als komische noot of als satire. Als hij voor de eerste keer het woord neemt, lukt dat niet door een hikaanval. Zijn scheppingsmythe over de drie geslachten is waarschijnlijk een satire op de etiologische mythes uit de Griekse mythologie.
- Agathon (vanaf 195a): de tragedieschrijver, wiens poëtische interpretatie door Socrates vriendelijk op de korrel wordt genomen. Agathon was, na Aeschylus, Sophocles en Euripides een van de belangrijkste tragedieschrijvers.
- Socrates (vanaf 201d): vertelt het verhaal dat hij heeft gehoord van Diotima van Mantinea, de priesteres.
- Alcibiades (vanaf 214e): sluit de reeks toespraken af met een eerbetoon aan Socrates; hij bevestigt wat Diotima, de zieneres, over de liefde heeft gezegd. In zijn toespraak wordt duidelijk dat Socrates degene is die de werkelijke aard van de liefde begrijpt omdat hij filosoof en dus minnaar van de wijsheid is.

Als belangrijk personage kan ook Diotima genoemd worden, een vrouw van Mantinea, die Socrates ontmoet zou hebben en die hem alles zou geleerd hebben over het onderwerp van de liefde. Het is zeer te betwijfelen of deze Diotima naar een werkelijke persoon verwijst. Socrates geeft nu op zijn beurt haar kennis door aan zijn vrienden zoals zij hem haar kennis heeft doorgegeven.

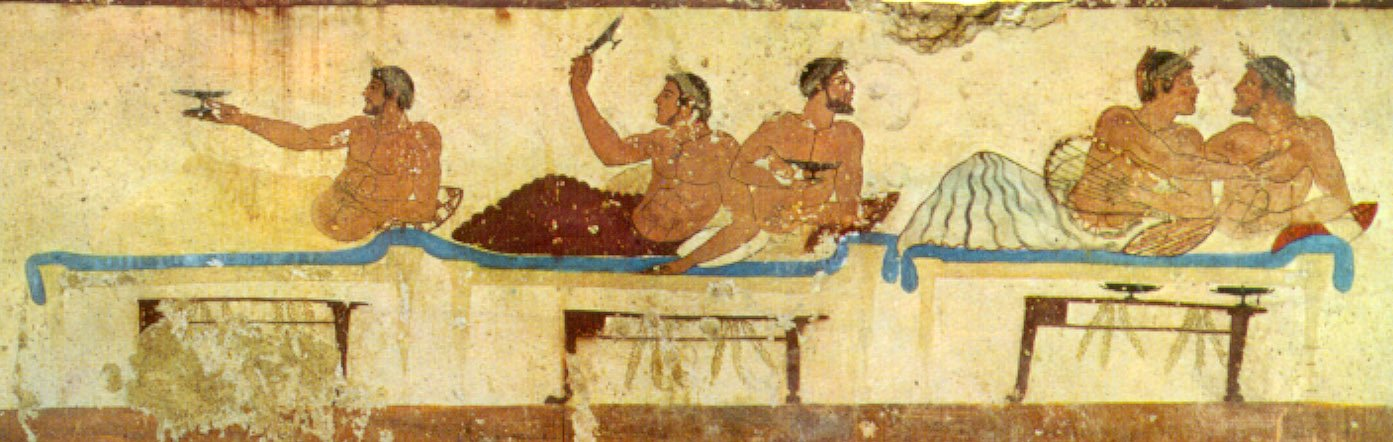
Een symposium, fresco uit de 5e eeuw v.Chr.

## Synopsis en thematiek
Het 'Symposium' heeft in vergelijking met de andere dialogen zeker meer uitgesproken literaire kwaliteiten en is gemakkelijker te lezen dan andere dialogen uit de middenperiode, zoals de Staat en de Phaedo. Het symposium is ook duidelijk minder 'scherp', zo er is geen sprake van een soort kruisverhoor waarbij Socrates zijn gesprekspartners op het rooster legt. Het 'Symposium' is onderhoudend, geestig en boeit door de levendige beschrijving van de personages, wat ons zoals gezegd waardevolle inzichten verschaft over de manier van leven van de Atheense intellectuele kringen uit die tijd. 
Vanuit filosofisch standpunt geeft de dialoog ook commentaar op de theorie van de Vormen door Diotima's discussie over de Vorm van het Schone, en toont verschillende perspectieven op het onderwerp liefde. Zo zien we dat Plato het romantisch concept van de (seksuele) liefde slechts als een opstapje ziet naar wat hij als het ideaalbeeld van liefde beschouwt: een allesverterende passie voor wijsheid en schoonheid. Uiteindelijk, zo luidt Socrates' conclusie, is de zoektocht van de filosoof naar wijsheid de meest waardevolle van alle menselijke ondernemingen. Filosofie presenteert Plato, bij monde van Socrates, dan ook als superieur tegenover andere kunsten die hij ter vergelijking bespreekt: de geneeskunde, gepersonifieerd door Eryximachus, de komedie als die van Aristophanes en de tragedie als die van Agathon.
De redevoeringen van de verschillende sprekers over de liefde weerspiegelen Diotima's uitspraak over de mysteriën dat het slechts door geleidelijke, trage en zorgvuldige opgang mogelijk is om de waarheid te achterhalen. Zo lijkt het ook alsof elke toespraak ons telkens iets dichter bij de waarheid brengt.

## De toespraken
- Apollodorus vertelt aan een niet nader genoemde metgezel een verhaal dat hij van Aristodemus hoorde over een symposium, een feestmaal, gehouden ter ere van de tragedieschrijver Agathon. Socrates is bij die gelegenheid te laat gekomen, doordat hij in gedachten verzonken ergens in de stad alle besef van tijd is kwijtgeraakt. Nadat ze klaar zijn met eten, herinnert Eryximachus iedereen aan Phaedrus' suggestie dat iedere aanwezige op zijn beurt een spreekbeurt zou moeten geven ter ere van de god van de liefde.
- Phaedrus steekt van wal en zegt dat Liefde (Eros) een van de oudste goden is, en ook degene die het best de deugd van de mensen bevordert.
- Pausanias volgt hem als spreker op en maakt een onderscheid tussen 'Alledaagse Liefde' die draait om geestloos begeren, en 'Hemelse Liefde', die steeds plaatsvindt tussen een man en een jongen. In het geval van de Hemelse Liefde verleent de jongen, de geliefde, seksuele diensten aan de oudere man in ruil voor een intellectuele en morele opvoeding.
- Eryximachus, de geneesheer, wijst erop dat 'goede liefde' aanzet tot matigheid (wijsheid) en orde. Ook zegt hij dat liefde zich niet beperkt tot relaties tussen mensen, maar ook gevonden kan worden in muziek, geneeskunde en tal van andere zaken.
- Aristophanes is de volgende spreker. Hij vertelt een boeiende mythe over hoe we als mensen eens als bolwezens bestonden waarin steeds 2 mensen aan elkaar vast zaten. Er waren 3 type bollen, man/man  vrouw/vrouw en man/vrouw. Zeus vond het gedrag van deze mensen overmoedig en besloot de bollen in twee helften op te splitsen. Sindsdien zwerven we over de aarde, op zoek naar onze andere helft, waar we ons mee willen verenigen om weer heel te zijn.
- Agathon volgt Aristophanes op en geeft een retorisch uitgewerkte speech ten beste waarin Liefde geïdentificeerd wordt als jong, mooi, gevoelig en wijs. Liefde is volgens hem ook verantwoordelijk voor de aanwezigheid van alle deugden in ons.
- Socrates stelt een en ander in vraag en vindt dat Agathons redevoering niet over de Liefde zelf ging, maar over de objecten van de liefde. Hij vertelt dan het verhaal van de wijze vrouw Diotima. Volgens Diotima was Liefde helemaal geen god, maar eerder een geest die bemiddelt tussen mensen en het object van hun begeren. Liefde zelf is noch wijs, noch mooi, maar is eerder het verlangen naar wijsheid en schoonheid. Liefde kan zich op twee manieren uitdrukken: door zwangerschap en voortplanting - het lichamelijke aspect - of door het delen en voortbrengen van ideeën. De grootste wijsheid van al, vertrouwt zij Socrates toe, is kennis van de Vorm van Schoonheid. Dat is het dat we allen moeten nastreven.
- Alcibiades: Aan het eind van Socrates' toespraak komt een dronken Alcibiades tussenbeide, valt op de grond, en prijst Socrates luidruchtig om zijn wijsheid. Ondanks Alcibiades' pogingen om ook Socrates te laten proeven van de zinnelijke geneugten, is hij daar nooit in geslaagd, want Socrates is helemaal niet geïnteresseerd in zinnelijk genot.

Het feest eindigt in chaos en een drinkpartij, waarbij Aristodemus in slaap valt. Als hij de volgende morgen wakker wordt, ziet hij hoe Socrates nog steeds energiek aan het discussiëren is met Agathon en Aristophanes. Als iedereen uiteindelijk in slaap is gevallen, staat Socrates op en begint aan zijn nieuwe dag. Hij wandelt naar het lykeion en brengt de rest van de dag door op zijn gewone manier, zonder te gaan slapen voor het donker wordt (223d).

## Teksttraditie
Inzake teksttraditie uit de antieke tijd zelf zijn we aangewezen op één enkel, grotendeels bewaard gebleven handschrift op papyrus uit de 2de of 3de eeuw. Deze overlevering is gespaard gebleven van enkele fouten die voorkomen in de 55 middeleeuwse handschriften die op perkament zijn overgeleverd en is bijgevolg erg waardevol voor de tekstkritiek. Het eerstvermelde papyrus handschrift bevat overigens zelf ook fouten, die de middeleeuwse dan weer niet hebben.

## Nederlandse vertalingen
- Plato (2016). Platoonse liefde. Het Symposium en de Phaedrus van Plato. Vertaald en toegelicht door Charles Hupperts. Damon, Budel. ISBN 9789460362231.
- Plato (2009). Feest / Euthyfron / Sokrates' verdediging / Kriton / Faidon. Vertaald door Gerard Koolschijn (12e druk). Athenaeum, Amsterdam. ISBN 9789025366742.
- Ridderbos (S.J.) (1988). Eros bij Plato, naar zijn Symposium en Phaedrus, met een vertaling. Kok Agora, Kampen, pp. 235-292.
- Sokrates in gesprek. Plato's Apologie, Krito, het slot van de Phaedo en Symposium, vertaald door D. Loenen. Polak & Van Gennep, Amsterdam (1966).
- Plato (1965). De Kleine Hippias; Euthydemus; Gorgias; Apologie; Crito; Euthyphro; Io; Menexenus; Charmides; Laches; Lysis; Meno; Protagoras; Alcibiades I; De Grote Hippias; Cratylus; Symposium; Phaedo. Vertaald door Xaveer de Win. Nederlandsche Boekhandel, Antwerpen.
- Plato's Symposium. Een gesprek over de liefde. Van Loghum Slaterus, Arnhem (1963).
- Platoon (1960). Dialogen: Symposion / Apologie / Kritoon / Phaidoon. Sokrates, zijn denken, leven en sterven. Vertaald door M. A. Schwartz. Het Spectrum, Utrecht. ISBN 9027400458.
- Platoons Phaidros; Drinkgelag, uit het Grieksch overgebracht door P.C. Boutens. W.L. & J. Brusse, Rotterdam (1923).

## Lees verder
- Destrée, P. & Giannopoulou, Z. (2018). Plato's Symposium : a critical guide. Cambridge: Cambridge University Press.
- Hupperts, C. (2002). De macht van Eros: Lust, liefde en moraal in Athene: Plato "Symposium": Een analyse. Amsterdam: Van Oorschot.